# Pseudanarta dupla
Pseudanarta dupla là một loài bướm đêm trong họ Noctuidae.